# Dora Wibiral
Dora Wibiral (geboren 1876 in Graz; gestorben 1955 in Weimar) war eine österreichische Kunstgewerblerin, Schriftstellerin und Lehrerin der Kunstgewerbeschule Weimar.

## Leben
Ihr Vater Franz Wibiral war Gründer des Kupferstichkabinetts am Joanneum in Graz. Nach kurzem Aufenthalt an der Kasseler Kunstakademie siedelte sie nach Weimar über und wurde Meisterschülerin von Henry van de Velde. An der von van de Velde neugegründeten Großherzoglich-Sächsischen Kunstgewerbeschule Weimar wurde sie 1908 Lehrerin für Ornamentik und Farblehre. Von 1919 bis 1920 unterrichtete sie am neugegründeten Staatlichen Bauhaus in Weimar Schrift und Gestaltungslehre. Dora Wibiral war keine festangestellte Lehrkraft am Bauhaus und unterrichtete in privaten Räumen, die ihr noch aus der Zeit der Kunstgewerbeschule zur Verfügung standen.
Dora Wibiral verband eine enge freundschaftliche Beziehung zu der Künstlerin Dorothea Seeligmüller (1876–1951), mit der sie bis zu deren Tod in Weimar lebte. Erika von Watzdorf-Bachoff, die mit ihnen befreundet war, nannte sie „unzertrennliche Freundinnen“ und beschrieb sie als „musikalisch, malerisch und kunstgewerblich hochbegabt, literarisch reichgebildet“ und „menschlich wertvoll“.